# Elliotelfe
Die Elliotelfe (Selasphorus ellioti, Syn.: Atthis ellioti) ist eine Vogelart aus der Familie der Kolibris (Trochilidae), die in Mexiko, Guatemala, El Salvador und Honduras vorkommt. Der Bestand wird von der IUCN als „nicht gefährdet“ (least concern) eingeschätzt.

## Merkmale
Die Elliotelfe erreicht eine Körperlänge von etwa 6,5 bis 7,6 cm bei einem Gewicht von ca. 2,0 bis 2,6 g. Das Männchen hat einen kurzen geraden schwarzen Schnabel. Die Oberseite ist grün mit einem weißen Hinteraugenstrich. Die Ohrdecken sind gräulich. Die Kehle schillert rosa-pink. Der Rest der Unterseite ist weißlich, die Flanken zimtfarben mit grünen Sprenkeln. Die zentralen Steuerfedern des abgerundeten Schwanzes sind grün und werden vom Körper weg rötlich-braun. Der Rest ist rötlich-braun mit einem schwarzen subterminalen Band. Die äußeren Steuerfedern sind weiß bis ausgewaschen zimtfarben gefleckt. Das Weibchen ähnelt auf der Oberseite dem Männchen, hat aber nur einen kleinen weißen Punkt hinter dem Auge. Die Kehle ist weißlich mit grauen Flecken. Die Unterseite ist weiß, die Flanken und die Unterschwanzdecken intensiv zimtfarben. Der doppellappige Schwanz ähnelt dem des Männchens. Jungvögel ähneln in der Färbung den Weibchen, doch haben junge Männchen einige pinke Flecken an der Kehle.

## Verhalten und Ernährung
Vermutlich bezieht die Elliotelfe ihren Nektar an ähnlichen Pflanzen wie die Rosenkehlelfe. Dabei besucht sie Korallenbäume, Opuntien, Salbei, die zu den Köcherblümchen gehörende Art Cuphea jorullensis, die zu den Bartfaden gehörenden Arten Penstemon perfoliatus und Penstemon gentianoides sowie die zu den Tigerblumen gehörende Art Tigridia orthantha. Außerdem ernährt sie sich von kleinen Gliederfüßern. Sie etabliert kein Nahrungsrevier und ist anderen größeren Kolibriarten unterwürfig. Ihr hummelgleiches Verhalten ermöglicht es ihr, an Nektar zu gelangen, ohne die Aufmerksamkeit anderer Kolibriarten zu erwecken.

## Lautäußerungen
Der Gesang der Elliotelfe ist ein anhaltendes singvogelartiges Trällern, das einige unterschiedliche Töne und kurze Gesangsakte umfasst. Diese gibt sie in unterschiedlichen Tonhöhen von sich, wobei sie diese mehrfach wiederholt, bevor sie zum nächsten Ton wechselt. Einige Töne klingen lebhaft, andere Pfiffe dünn und wiederum andere wie tschilpende Töne. Der Ruf beinhaltet tschip- oder sip-Töne, die oft verdoppelt werden oder in kurzem Geschnatter enden.

## Fortpflanzung
Über das Fortpflanzungsverhalten der Elliotelfe ist wenig bekannt. Ein Bericht besagt, dass ein Nest im August in Guatemala mit zwei Küken entdeckt wurde, das sich in einem Meter Höhe über dem Boden befand. Weder das Nest noch die Küken wurden näher beschrieben. Es könnte sein, dass die Männchen sich zur Balz an Leks treffen.

## Verbreitung und Lebensraum

Verbreitungsgebiet der Elliotelfe

Elliotelfen bewegen sich vorzugsweise an feuchten bis halbfeuchten Waldrändern, in Kiefern- und Eichenwaldgebieten und Lichtungen in 1500 bis 3500 Metern Höhe. Die Futtersuche erfolgt von den niedrigen bis in die mittleren Straten. Adriaan Joseph van Rossem und Donald Ryder Dickey berichteten 1838 von einem Exemplar am Vulkan Santa Ana in El Salvador.

## Migration
Die Elliotelfe gilt als Standvogel.

## Unterarten
Bisher sind zwei Unterarten bekannt:
- Selasphorus ellioti ellioti (Ridgway, 1878)[5] – die Nominatform kommt im Süden Mexikos und in Guatemala vor.
- Selasphorus ellioti selasphoroides (Griscom, 1932)[6] – kommt in Honduras vor. Das Männchen der Unterart ist gelbbraun auf der Unterseite, die weißen Flecken auf den Steuerfedern sind durch gelbbraune ersetzt. Das subterminale Band ist breiter.[1]

## Etymologie und Forschungsgeschichte
Die Erstbeschreibung der Elliotelfe erfolgte 1878 durch Robert Ridgway unter dem wissenschaftlichen Namen Atthis ellioti. Das Typusexemplar stammt aus der Sammlung von Daniel Giraud Elliot und wurde am Volcán de Fuego gesammelt. Ein weiteres Exemplar hatte Ridgway von Adolphe Boucard aus Mexiko erhalten. Lange wurde sie unter der 1854 von Heinrich Gottlieb Ludwig Reichenbach  eingeführten Gattung Atthis für die Rosenkehlelfe (Atthis heloisa (Lesson, RÜ & Delattre, 1839)) eingeführt. Der Gattungsname stammt von Atthis, einer Tochter Kranaos' und Geliebte von Sappho. 1831 führte William Swainson die neue Gattung Selasphorus ein. Dieser Begriff leitet sich von den griechischen Wörtern σέλας sélas für „Glanz, Licht, Flamme“  und -φόρος, φέρω -phorós, phérō für „tragend, tragen“ ab. Der Artname ellioti ist seinem Sammler gewidmet. Selasphoroides ist ein griechisches Wortgebilde aus den Wörtern σέλας sélas für „Glanz, Licht, Flamme“, -φόρος, φέρω -phorós, phérō für „tragend, tragen“ und -οἶδες -oídes für „ähnlich, ähnelnd“.